# Baby! Baby! Baby!
〈Baby! Baby! Baby!〉는 일본의 아이돌 AKB48의 열 번째 싱글이자 메이저 여덟 번째 싱글이다. 디지털 싱글로, 2008년 6월 13일에 공개되었다.

## 발매 배경
이번 싱글은 AKB48로는 첫 디지털 싱글이며 NTT 도코모의 i-모드와 Napster에 의해서 한정 공개됐다. 벨소리만 6월 1일부터 선행 공개됐다. 또, 지금까지 AKB48는 메이저 레이블인 데프스타 레코드로부터 여덟 번째 싱글을 발매하고 있었지만 이번 작품은 인디즈 두 번째 싱글 〈스커트, 휘날리며〉 이래의 AKS로부터의 서비스가 된다.
2008년 6월 1일에 Music&Video 채널에 ‘AKB48 공식 채널’이 개설됐으며 메이킹 영상이나 뮤직 비디오 등을 공개하고 있다.
노래의 센터 포지션은 마에다 아츠코이다. 첫 선발은 오호리 메구미이다. 우메다 아야카는 〈만나고 싶었어〉 이래, 카와사키 노조미는 〈벚꽃잎들〉 이래, 나카니시 리나는 〈나의 태양〉 이래의 복귀작이다. 오오타 아이카, 나리타 리사, 히라지마 나츠미, 마츠바라 나츠미가 선발에서 제외됐다. 나카니시 리나는 이번 싱글이 마지막 선발이다.
자켓 사진은 두 종류가 존재하며 초기 자켓은 오오시마 마이, 코지마 하루나, 시노다 마리코, 마에다 아츠코, 와타나베 마유이다.
이 곡은 디지털 싱글이라서 CD의 발매는 보류이며 그래서 AKB48의 멤버나 스태프의 사이에 AKB48는 이제 끝일지도 모른다는 분위기가 조성됐다고 한다. AKB48 사상으로 이 때가 한번 의기적인 상황이였을지도 모른다고 덧붙였다.
노래는 2008년 6월 10일부터 23일까지의 냅스터 주간 트랙 차트에서 53위(그 후의 추이는 78위→459위→차트 아웃)이다. 6월의 나락 · J팝 다운로드 차트에서는 1위(종합 다운로드는 47위)이다. 6윌엔,ㄴ 노래의 다른 버전인 ‘정열의 기도(情熱の祈り) 버전’이 나락 · J팝 다운로드 차트에서 4위(종합 98위)를 기록했다. 타워레코드 공식 풀에서는 노래의 ‘추억의 태양(追憶の太陽) 버전’아 6월 종합 다운로드 차트에서 2위를 기록했다.
노래의 뮤직 비디오의 크리에이티브 디렉터는 오야마다 아키오, 감독은 모리 유키이다. 의상(스튜디오에서의 촬영 부분)의 컨셉트는 1960년대이다. 촬양지는 도쿄도 고토구 도요의 호텔 이스트 21 도쿄 가든 풀이다.
NHK의 음악 방송 《MUSIC JAPAN》에서는 마에다 아츠코의 졸업 시접에서는 이 곡만 미수록되어 있기 때문에 마에다 아츠코의 졸업 기념 방송 중에 취지를 설명한 후에 마에다 아츠코의 졸업에 맞춰서 수록했으며 방송됐다.
노래는 TBS 계열 《앗코에게 맡겨줘!》의 닫는 곡으로 사용됐다. 패밀리 극장 《AKB48 네모우스 TV》 ・《AKB48 네모우스 TV Special》 여는 곡으로도 사용됐다.
노래는 나증에 〈Baby! Baby! Baby! Baby!〉라는 제목으로 음반 《최고의 곡들》에 수록된다. 이쪽의 버전으로는 선발 멤버가 오리지널에서 변경되어 있다. 그래서, 오리지널 음원이 음반 및 CD에 수록되는 것은 2015년 발표된 베스트 음반 《0과 1 사이》가 처음이 된다.

## 수록곡
AKB48 Mobile(FOMA)
| #  | 제목                                                       | 재생 시간 |
| -- | ---------------------------------------------------------- | --------- |
| 1. | 〈Baby! Baby! Baby!〉 (着うたフル→벨소리 Full)             |           |
| 2. | 〈Baby! Baby! Baby!〉 (AメロBメロver.→A 멜로디와 B 멜로디) |           |
| 3. | 〈Baby! Baby! Baby!〉 (サビver.→후렴 ver.)                 |           |

냅스터(우타호다이 PC)
| #  | 제목                                                                                | 작사            | 작곡            | 편곡 | 재생 시간 |
| -- | ----------------------------------------------------------------------------------- | --------------- | --------------- | ---- | --------- |
| 1. | 〈Baby! Baby! Baby!〉                                                               | 아키모토 야스시 | 우에스기 히로시 |      |           |
| 2. | 〈Baby! Baby! Baby! 〜情熱の祈りバージョン〜→Baby! Baby! Baby! ~정열의 기도 버전~〉 | 아키모토 야스시 | 우에스기 히로시 |      |           |
| 3. | 〈夢を死なせるわけにいかない→꿈을 죽게 할 수는 없어〉                               | 아키모토 야스시 | Shusui          |      |           |
| 4. | 〈初日→첫 날〉                                                                      | 아키모토 야스시 | 오카다 미오     |      |           |

냅스터 타워레코드 공식 Full
| #  | 제목                                                                                | 작사            | 작곡            | 편곡 | 재생 시간 |
| -- | ----------------------------------------------------------------------------------- | --------------- | --------------- | ---- | --------- |
| 1. | 〈Baby! Baby! Baby!〉                                                               | 아키모토 야스시 | 우에스기 히로시 |      |           |
| 2. | 〈Baby! Baby! Baby! 〜追憶の太陽バージョン〜→Baby! Baby! Baby! ~추억의 태양 버전~〉 | 아키모토 야스시 | 우에스기 히로시 |      |           |
| 3. | 〈Baby! Baby! Baby!〉 (Instrumental)                                                |                 | 上杉洋史        |      |           |

| #  | 제목                                                  | 공개일   | 재생 시간 |
| -- | ----------------------------------------------------- | -------- | --------- |
| 1. | 〈Baby! Baby! Baby!〉                                 | 6월 13일 |           |
| 2. | 〈メンバー別スペシャルバージョン→멤버별 스페셜 버전〉 | 6월 13일 |           |
| 3. | 〈メンバー別スペシャルバージョン→멤버별 스페셜 버전〉 | 6월 16일 |           |

| #  | 제목 | 공개일   | 재생 시간 |
| -- | --- | -------- | --------- |
| 1. | 〈板野友美・峯岸みなみ・河西智美メイキング映像→이타노 토모이, 미네기시 미나미, 카사이 토모미 메이킹 영상〉 | 7월 16일 |           |
| 2. | 〈秋元才加・梅田彩佳・宮澤佐江メイキング映像→아키모토 사야카, 우메다 아야카, 미야자와 사에 메이킹 영상〉   | 7월 16일 |           |
| 3. | 〈小嶋陽菜・前田敦子・小野恵令奈メイキング映像→코지마 하루나, 마에다 아츠코, 오노 에레나 메이킹 영상〉     | 7월 16일 |           |
| 4. | 〈柏木由紀・菊地彩香・渡辺麻友メイキング映像→카시와기 유키, 키쿠치 아야카, 와타나베 마유 메이킹 영상〉     | 7월 18일 |           |
| 5. | 〈高橋みなみ・中西里菜・大島優子メイキング映像→타카하시 미나미, 나카니시 리나, 오오시마 유코 메이킹 영상〉 | 7월 25일 |           |
| 6. | 〈川崎希・佐藤由加理・大堀恵メイキング映像→카와사키 노조미, 사토 유카리, 오호리 메구미 메이킹 영상〉       | 8월 1일  |           |
| 7. | 〈大島麻衣・篠田麻里子メイキング映像→오오시마 마이, 시노다 마리코 메이킹 영상〉                            | 8월 8일  |           |
| 8. | 〈『Baby! Baby! Baby!』チームB劇場公演映像→‘Baby! Baby! Baby!’ 팀B 극장 공연 영상〉                        | 8월 15일 |           |
| 9. | 〈『Baby! Baby! Baby!』チームK劇場公演映像→‘Baby! Baby! Baby!’ 팀K 극장 공연 영상〉                        | 8월 22일 |           |

냅스터 타워레코드 공식
| #  | 제목                                                                             | 재생 시간 |
| -- | -------------------------------------------------------------------------------- | --------- |
| 1. | 〈Baby! Baby! Baby!（イントロ）→Baby! Baby! Baby! (인트로)〉                     |           |
| 2. | 〈Baby! Baby! Baby!（AメロBメロver.）→Baby! Baby! Baby! (A멜로디 B멜로디 ver.)〉 |           |
| 3. | 〈Baby! Baby! Baby!（サビver.）→Baby! Baby! Baby! (후렴 ver.)〉                  |           |

AKB48 채널
| #   | 제목 | 공개일   | 재생 시간 |
| --- | --- | -------- | --------- |
| 1.  | 〈Making Introduction by 前田敦子→Making Introduction by 마에다 아츠코〉                                   | 6월 6일  |           |
| 2.  | 〈 『Baby! Baby! Baby!』PVフルバージョン→Baby! Baby! Baby! (뮤직 비디오)〉                                 | 6월 13일 |           |
| 3.  | 〈板野友美・峯岸みなみ・河西智美メイキング映像→이타노 토모이, 미네기시 미나미, 카사이 토모미 메이킹 영상〉 | 6월 20일 |           |
| 4.  | 〈ミニドラマ「セレブ in パリ」→미니드라마 ‘셀럽 in 파리’〉                                                 | 6월 20일 |           |
| 5.  | 〈秋元才加・梅田彩佳・宮澤佐江メイキング映像→아키모토 사야카, 우메다 아야카, 미야자와 사에 메이킹 영상〉   | 6월 27일 |           |
| 6.  | 〈小嶋陽菜・前田敦子・小野恵令奈メイキング映像→코지마 하루나, 마에다 아츠코, 오노 에레나 메이킹 영상〉     | 7월 4일  |           |
| 7.  | 〈ミニドラマ「カメラを見つけた原始人」→미니드라마 ‘카메라를 발견한 원시인’〉                               | 7월 4일  |           |
| 8.  | 〈柏木由紀・菊地彩香・渡辺麻友メイキング映像→카시와기 유키, 키쿠치 아야카, 와타나베 마유 메이킹 영상〉     | 7월 11일 |           |
| 9.  | 〈高橋みなみ・中西里菜・大島優子メイキング映像→타카하시 미나미, 나카니시 리나, 오오시마 유코 메이킹 영상〉 | 7월 18일 |           |
| 10. | 〈ミニドラマ「セクシーSHOW」→미니드라마 ‘섹시 SHOW’〉                                                      | 7월 18일 |           |
| 11. | 〈川崎希・佐藤由加理・大堀恵メイキング映像→카와사키 노조미, 사토 유카리, 오호리 메구미 메이킹 영상〉       | 7월 25일 |           |
| 12. | 〈大島麻衣・篠田麻里子メイキング映像→오오시마 마이, 시노다 마리코 메이킹 영상〉                            | 8월 1일  |           |
| 13. | 〈『Baby! Baby! Baby!』チームB劇場公演映像→‘Baby! Baby! Baby!’ 팀B 극장 공연 영상〉                        | 8월 8일  |           |
| 14. | 〈『Baby! Baby! Baby!』チームK劇場公演映像→‘Baby! Baby! Baby!’ 팀K 극장 공연 영상〉                        | 8월 15일 |           |

## Baby! Baby! Baby! 비디오클립 컬렉션 DVD
판매 레이블은 AKS이다. 2008년 8월 30일 발매됐다. DVD로는 ‘version PINK’와 ‘version BLUE’, ‘version GREEN’의 세 종류가 있다. PINK는 냅스터 타워레코드 공식 Full로 공개된 멤버별 비디오 클립과 오리지널판의 뮤직 비디오를 수록하고 있다. BLUE는 AKB48 채널에서 공개된 멤버별의 메이킹 영상을 수록하고 있다. GREEN은 팀별 공연에서의 영상이나 TV CM 등을 수록하고 있다. 이 세 종류를 세트로 한 ‘Box Set’도 존재한다.

### 참조주
1. ↑  이타노 토모미, 카와사키 노조미, 나카니시 리나, 미네기시 미나미, 아키모토 사야카, 우메다 아야카, 카사이 토모미, 미야자키 사에, 카시와기 유키, 키쿠치 아야카
2. ↑  오오시마 마이, 코지마 하루나, 사토 유카리, 시노다 마리코, 타카하시 미나미, 마에다 아츠코, 오오시마 유코, 오호리 메구미, 오노 에레나, 와타나베 마유
3. ↑  AKB48 채널에서의 공개와 동일하다.
4. ↑  선행 공개
5. ↑  발매 시점에서 계약 해제 상태이지만 키쿠치 아야카의 비디오 클립도 수록된다.

### 내용주
1. ↑  《AKB48가 히트한 다섯 개의 비밀: 브레이크 현상을 마케팅 전략에서 찾는다》(ＡＫＢ４８がヒットした５つの秘密 ブレーク現象をマーケティング戦略から探る) - 〈제3장. 이론과 신세대 전략의 융합, 초기의 AKB48 전략은 이론 발상 〉(第三章 セオリーと新世代戦略の融合 初期のAKB48戦略はセオリー発想)에서
2. ↑  ‘AKB48 공식 채널’ 6월 20일 공개 영상에서 마에다 아츠코가 인터뷰로 밝힘